# 1537
Năm 1537 (số La Mã: MDXXXVII) là một năm thường bắt đầu vào thứ hai (liên kết sẽ hiển thị đầy đủ lịch) trong lịch Julius.